# الوكالة الوطنية للذبذبات
الوكالة الوطنية للذبذبات هي مؤسسة عمومية جزائرية ذات طابع صناعي تجاري، أنشئت بتاريخ 2 مارس 2002، وهي تحت الوصاية المباشرة لوزارة البريد وتكنولوجيا الاتصالات.

## الصلاحيات والمهام
صلاحيات الوكالة ومهامهم تتمثل في:
- تسيير ومراقبة استعمال طيف الذبذبات اللاسلكية الكهربائية.
- منح الذبذبات لفائدة المستفيدين.
- تنسيق وضمان استعمال الذبذبات في المناطق الحدودية.
- تسليم شهادات العامليين في المجال.
- مراقبة المحطات وإحصاء المواقع اللاسلكية الكهربائية.

## مجلس إدارة
يتكون مجلس إدارة الوكالة من:
- ممثل الوزير الوصي.
- ممثل عن وزير الدفاع.
- ممثل عن وزير الداخلية والجماعات المحلية.
- ممثل عن وزير الإتصال.
- ممثل عن وزير النقل.
- ممثل عن وزير الشؤون الخارجية.
- ممثل عن وزير المالية.
- ممثل عن وزير الصناعة.
- ممثل عن وزير التعليم العالي والبحث العليمي.
- ممثل عن سلطة ضبط البريد والمواصلات السلكية واللاسلكية.